# Relais 4 × 100 mètres féminin aux Jeux olympiques d'été de 1956 (athlétisme)
Navigation
Helsinki 1952 Rome 1960
Le 4 × 100 mètres féminin des Jeux olympiques d'été de 1956 se déroulait à Melbourne ; 18 nations ont participé.

## Records
| Record du monde  | 45 s 9 | États-Unis | Juillet 1952 | Helsinki |
| Record olympique | 45 s 9 | États-Unis | Juillet 1952 | Helsinki |

## Résultats
En gras, les meilleurs temps ; abrégé « DNQ » : pour signifier une non-qualification.
| Place      | Athlètes                   | Tps en série                                                       | Tps en demi | Tps en finale |
| Finalistes | Finalistes                 | Finalistes                                                         | Finalistes  | Finalistes    |
| ---------- | -------------------------- | ------------------------------------------------------------------ | ----------- | ------------- |
| 1ers       | Australie                  | Norma Croker Betty Cuthbert Fleur Mellor Shirley Strickland        | 44 s 9      | 44 s 5        |
| 2es        | Grande-Bretagne            | Heather Armitage Anne Pashley June Foulds Jean Scrivens            | 45 s 3      | 44 s 7        |
| 3es        | États-Unis                 | Isabelle Daniels Mae Faggs Margaret Matthews Wilma Rudolph         | 45 s 4      | 44 s 9        |
| 4es        | Union soviétique           | Irina Botchkareva Maria Itkina Vera Krepkina Galina Rezchikova     | 46 s 1      | 45 s 6        |
| 5es        | Italie                     | Letizia Bertoni Milena Greppi Giuseppina Leone Maria Musso         | 45 s 9      | 45 s 7        |
| 6es        | Équipe unifiée d'Allemagne | Gisela Köhler Barbara Mayer Maria Sander Christina Stubnick        | 44 s 9      | 47 s 2        |
| —          | France                     | Catherine Capdevielle Micheline Fluchot Simone Henry Angèle Picado | 46 s 3      | DNQ           |
| —          | Pologne                    | Maria Kusion Barbara Lerczak Genowefa Minicka Halina Richter       | 46 s 5      | DNQ           |
| —          | Canada                     | Eleanor Haslam Dorothy Kozak Diane Matheson Maureen Rever          | 46 s 6      | DNQ           |